# چارلز ای. راوسون
چارلز ای. راوسون (به انگلیسی: Charles A. Rawson) سناتور سابق عضو حزب جمهوری‌خواه ایالات متحده آمریکا بود. وی در سال 1922 میلادی سناتور ایالت آیووا در سنای ایالات متحده آمریکا بود.